# ミンスク・ホイール・トラクター工場
ミンスク・ホイール・トラクター工場（ベラルーシ語: Мінскі завод колавых цягачоў, МЗКЦ、ロシア語: Минский завод колёсных тягачей, МЗКТ、英語: Minsk Wheel Tractor Plant, MWTP, MZKT）は、ベラルーシ、ミンスクに拠点を置く貨物自動車と特殊車両および軍用車両の製造を行う国有企業。1991年までミンスク自動車工場の一部門であった。MZKTで製造された車両は「ボラット（VOLAT）ベラルーシ語: волат（巨人）」ブランドとして販売が行われている。

## 歴史

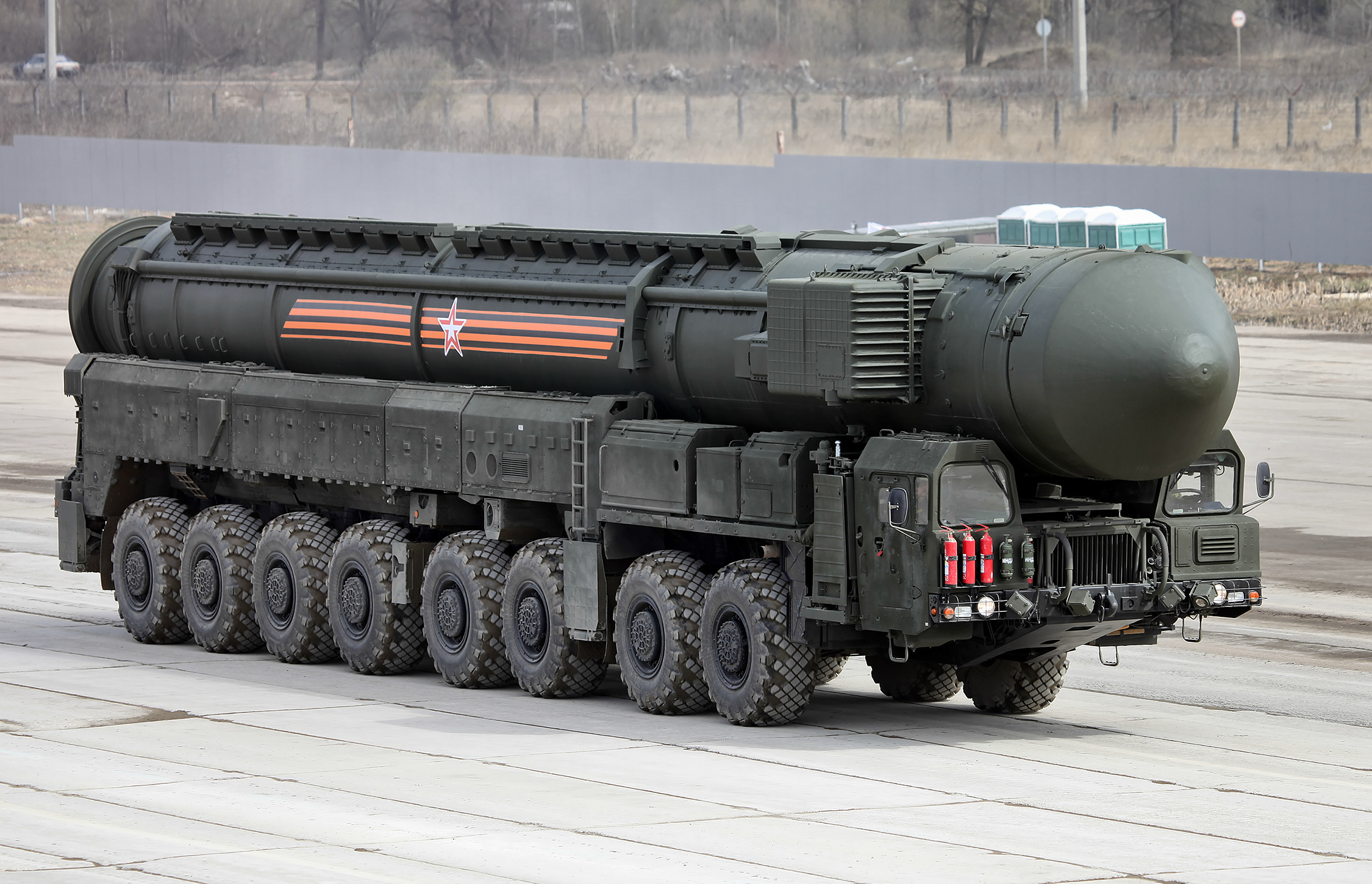
ロシア軍で運用されるMZKT-79221「RS-24 Yars」輸送起立発射機

トラックや軍用車両の製造を行っていたミンスク自動車工場内に1954年7月23日、ソビエト連邦閣僚会議の命により特別設計局が設立され、その設計を基に軍事車両を開発した軍事部門であり、輸送起立発射機であるMAZ-535やMAZ-537および1959年のMAZ-543などの多軸式大型特殊車両を製造していた部門を1991年に分社化したことで誕生している。設立後、これらの大型特殊車両製造はMZKTへと引き継がれ、MZKTで製造が行われている。軍事用大型特殊車両開発で得た経験を基に民生品の製造を開始しており、MZKTで製造された車両は官民問わず全てボラットブランドとしての販売が行われている。この様な特殊車両は旧ソビエト圏で需要が高いものの、年間生産台数は100台程度に留まっており、1992年に軍の需要が鈍化したことにより民間産業向け車両販売への路線転換を行っている。また、車両製造に関し、ダイムラー・ベンツ、ドイツAG、デトロイトディーゼル、ZFフリードリヒスハーフェン、ITAGなどと技術協力関係を結んでおり、これらの技術や部品を使用したトラック、バス、ターミナル・トラクターなどの製造が行われている。
2005年に26,5億ルーブル（約38億円）を掛けた企業再編計画が立案されており、この内17億ルーブル（約24億円）はベラルーシ大統領令による補助金により賄われ、企業名もミンスク・ホイール・トラクター工場へと変更が行われている。2006年から2010年にかけ工場の設備を一新する設備投資案が作成され、承認されたことで費用は総額1億5,000万ドル（約159億円）にまで達している。
なお工場の下に15㎞の地下道があり防空壕の機能を持ち合わせている。

### 2020ベラルーシ大統領選挙の影響
2020年8月17日、工場を視察に訪れ登壇したアレクサンドル・ルカシェンコ大統領に対し、6期連続となる当選を果たしたことで国内では不正選挙が疑われており、労働者らが国家独立闘争の象徴であり、1995年にルカシェンコ大統領主導による現在の国旗採用に反対する意味が込められた紅白旗を振りながら「出て行け！」と叫び辞任を要求。選挙のやり直しには応じないと表明していたルカシェンコは立腹し「ありがとう、全て話した。「出て行けと」叫んでもらって構わない」と残し降壇した。この他、産業機械大手ベラーズの工場内でも労働者による抗議の行進が行われている。

## 製品

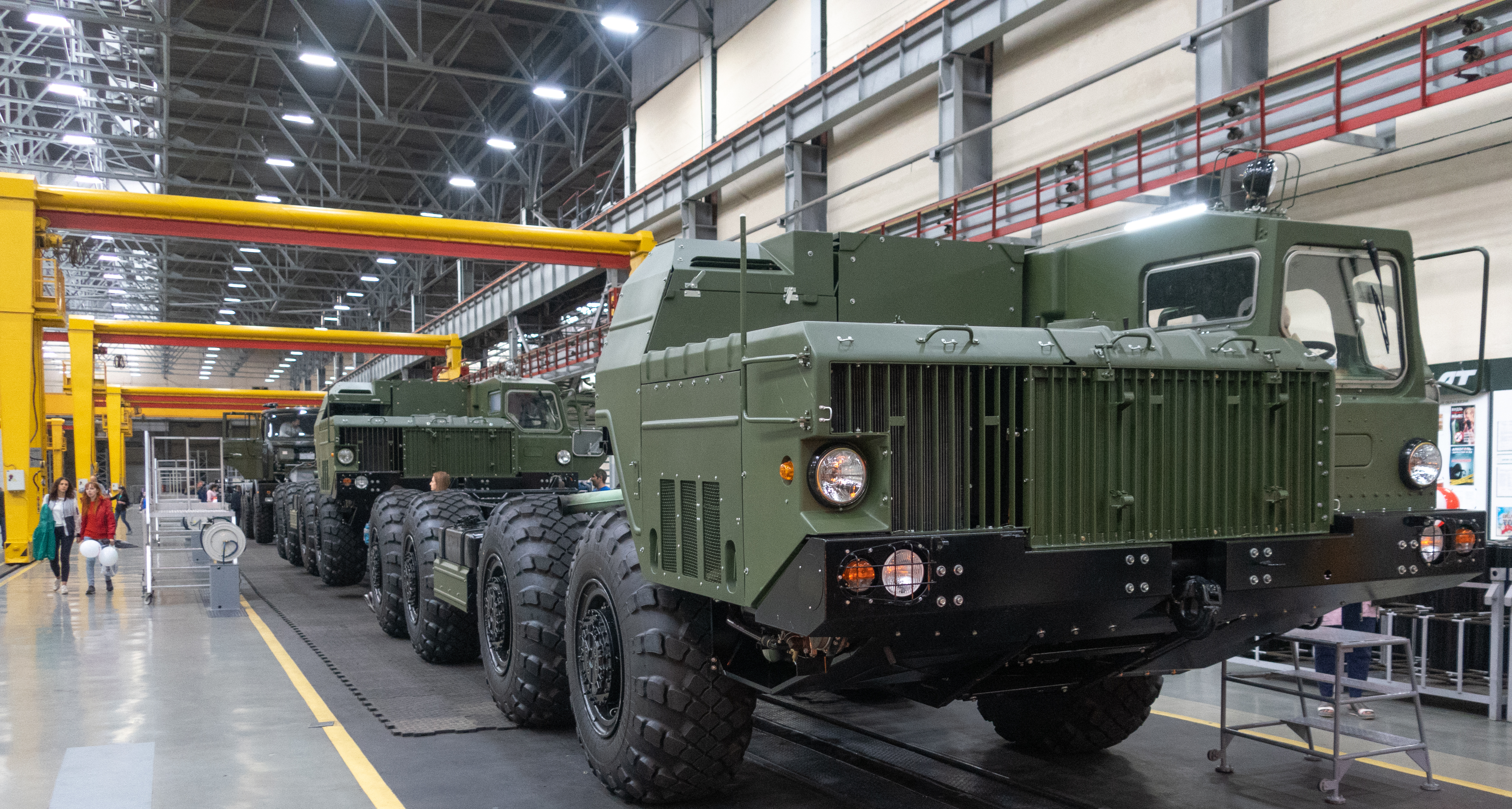
2019年に行われたオープンデーで撮影された工場内。製造中の軍事用MZKT-543M

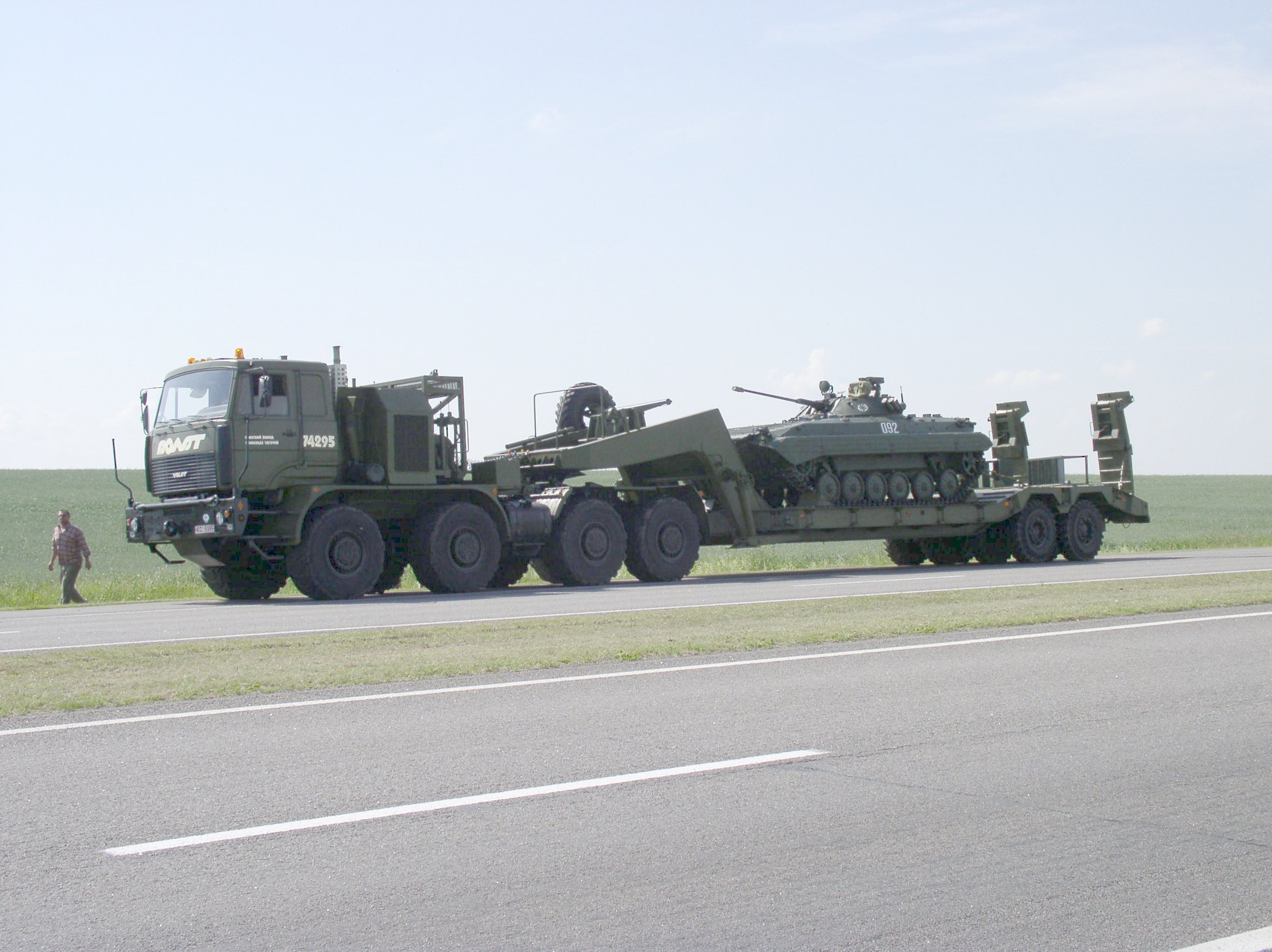
BMP-2を積載したMZKT-7429

軍事用

- MZKT-6922
- MAZ-528
- MAZ-535
- MAZ-529V
- MAZ-543
- MAZ-537
- MAZ-547V
- MAZ-7912
- MAZ-7906
- MZKT-500200
- MZKT-6922
- MZKT-79221
- MZKT-7930
- MZKT-74135/74295
- MZKT-490100
- WS2400

### 民間モデル

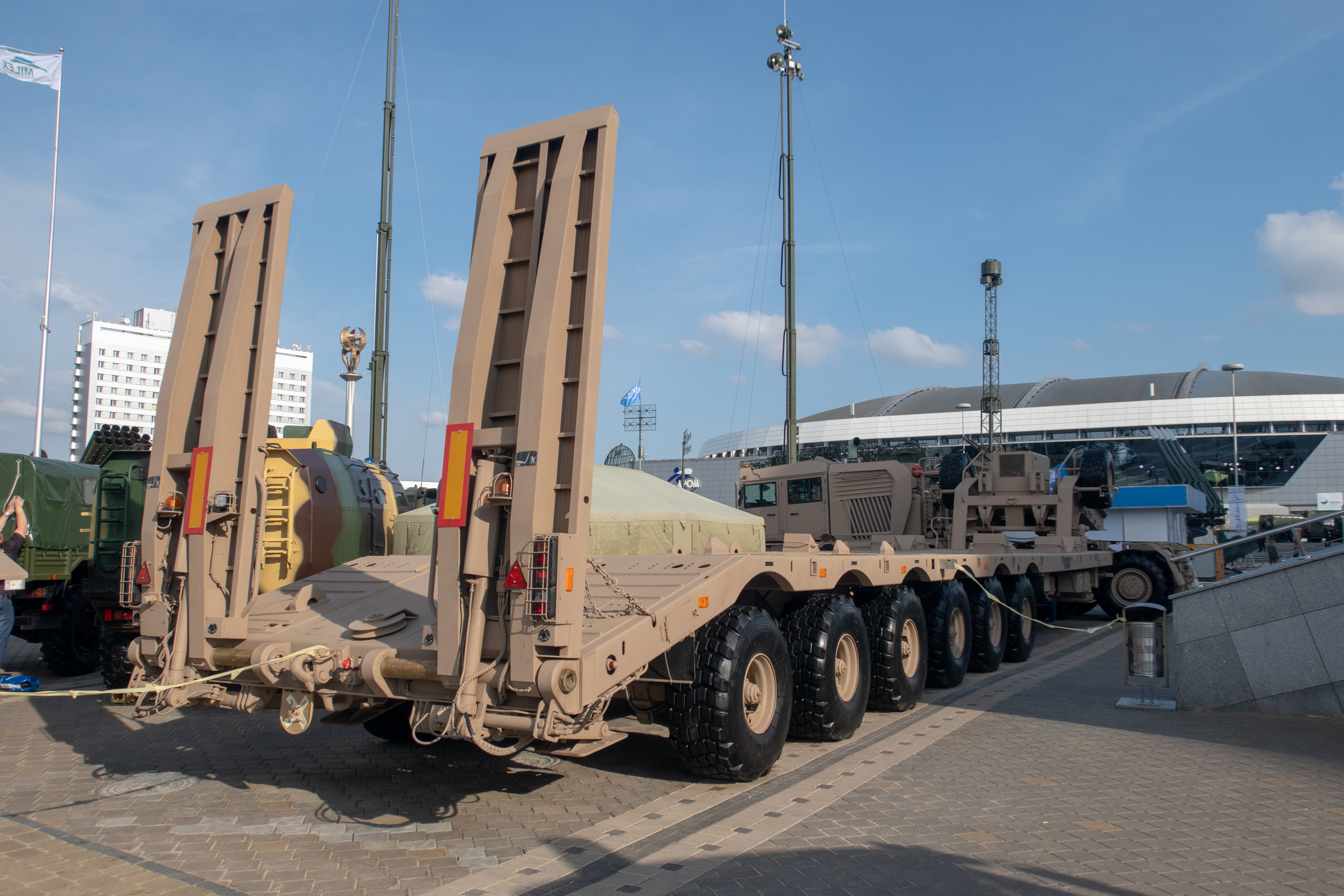
MZKT-999421戦車用トレーラー

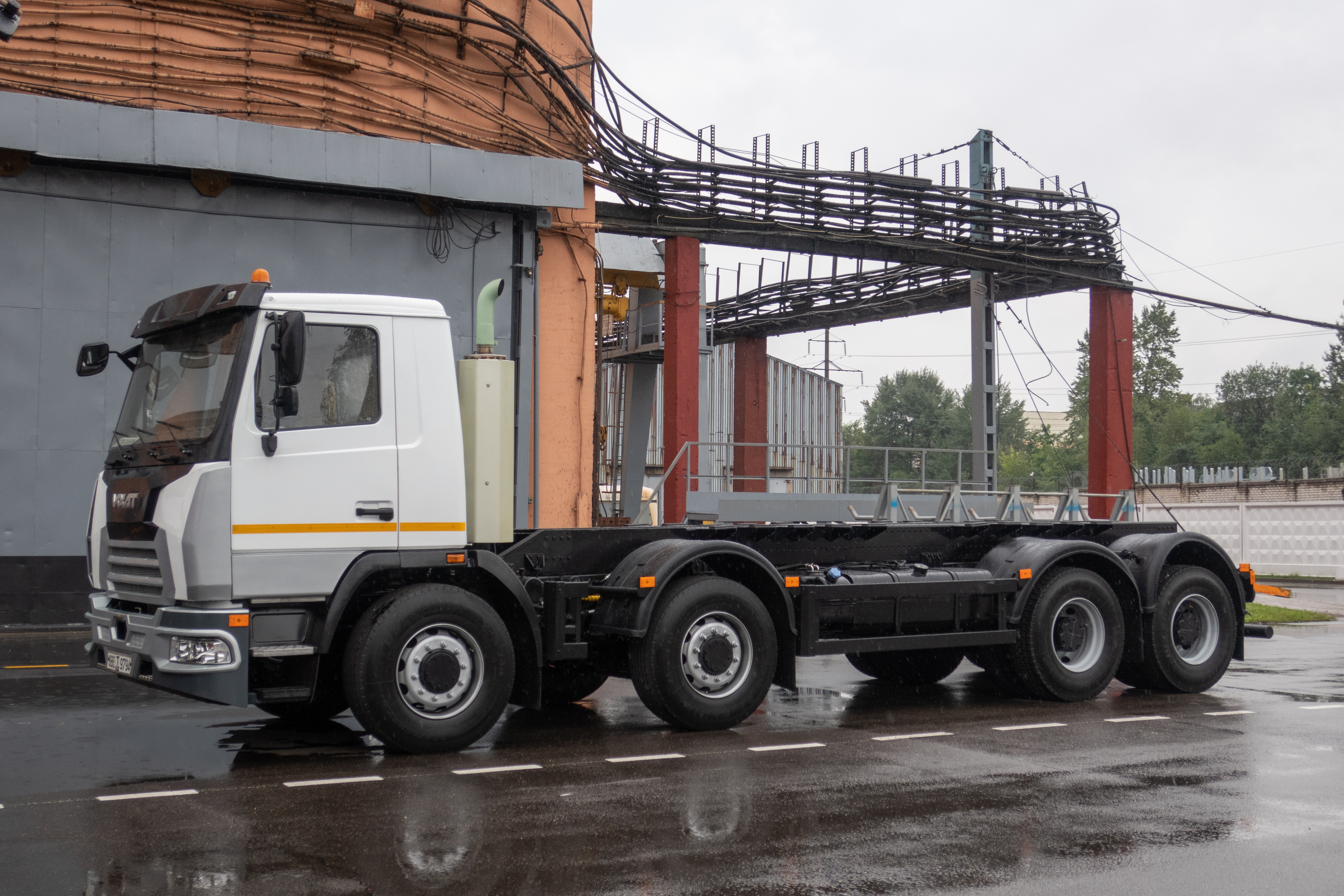
タンクローリー用ベース車両MZKT-7500

トラクター

- MZKT-690610
- MZKT-742900
- MZKT-750440
- MZKT-742910
- MZKT-741310

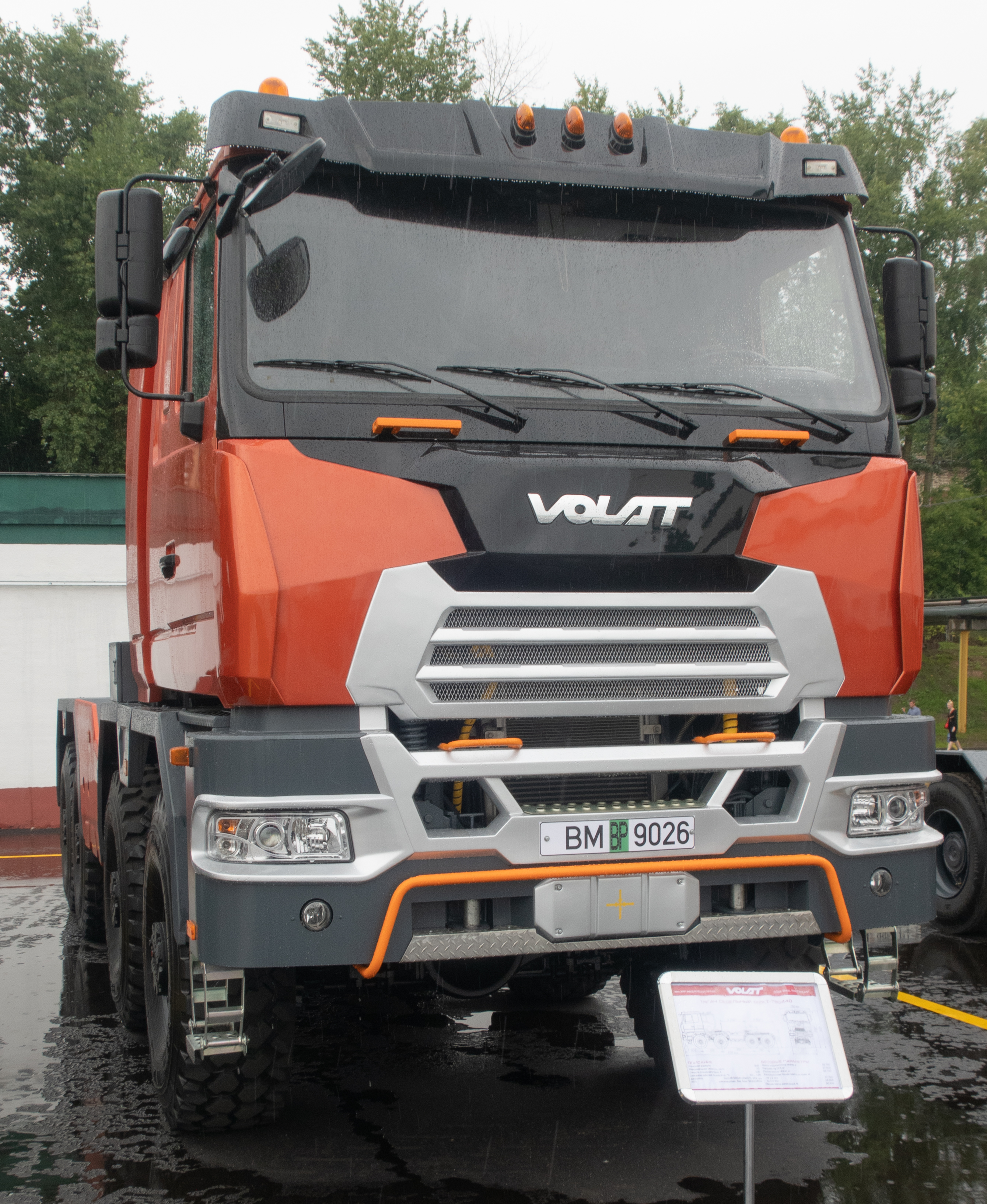
MZKT-750440トラクター

- MZKT-741320, ballast
- MZKT-741600
- MZKT-741600, ballast

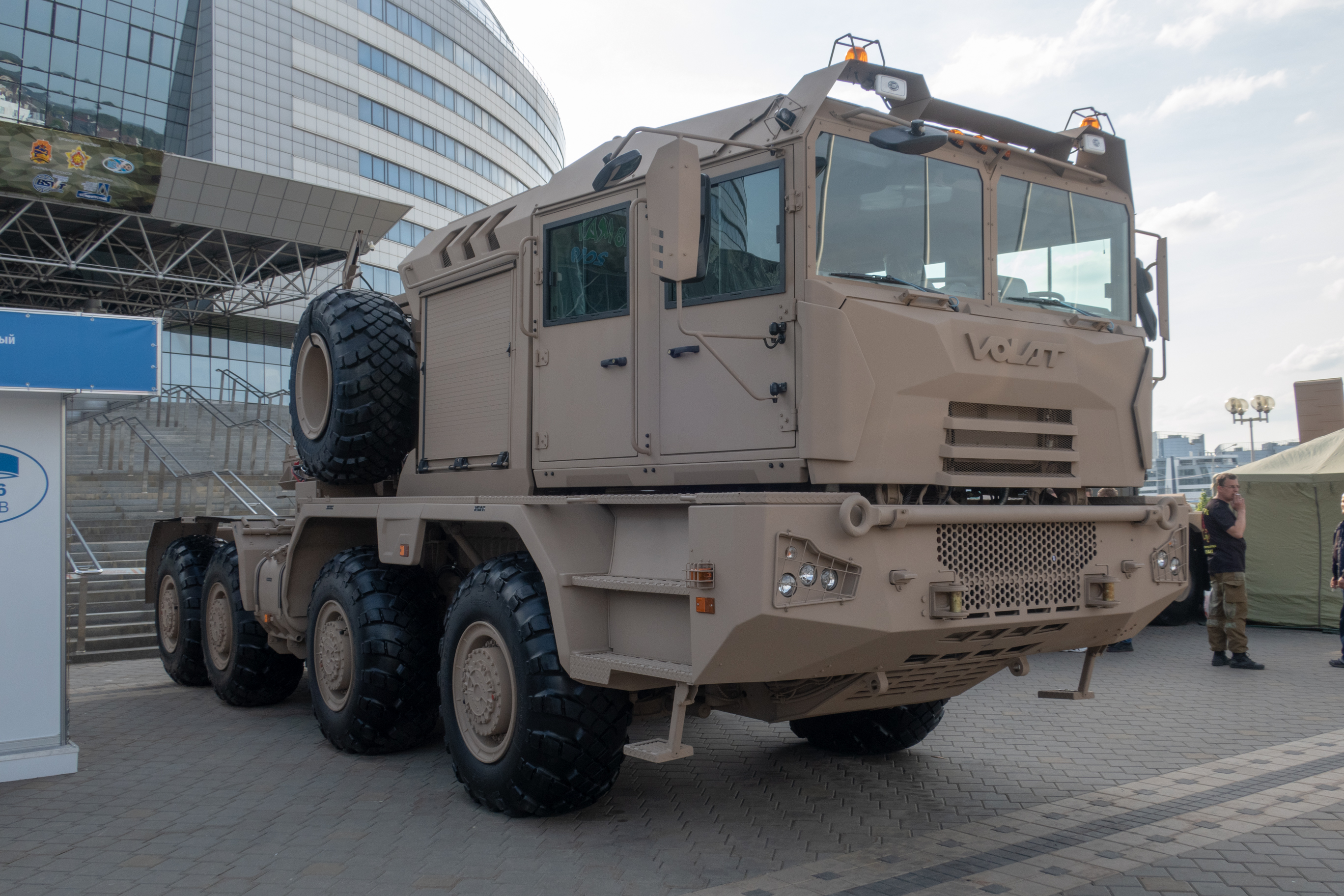
MZKT-999421牽引用トラクター

トラッククレーン
- MZKT-750003
- MZKT-750002
- MZKT-750110-110
- MZKT-750110-120
- MZKT-652715
- MZKT-750120
- MZKT-740001
- MZKT-750001

極低床トレーラー

- MZKT-900110
- MZKT-900130
- MZKT-937800
- MZKT-5247D0-010
- MZKT-998670
- MZKT-720200
- MZKT-999453
- MZKT-998910
- MZKT-820100
- MZKT-837200
- MZKT-999451
- MZKT-999450

油田用トラック

- MZKT-652760-230
- MZKT-652760-220
- MZKT-750004
- MZKT-652716
- MZKT-700300
- MZKT-800300
- MZKT-700400
- MZKT-800500
- MZKT-800770
- MZKT-700200

特殊車両

- MZKT-820200

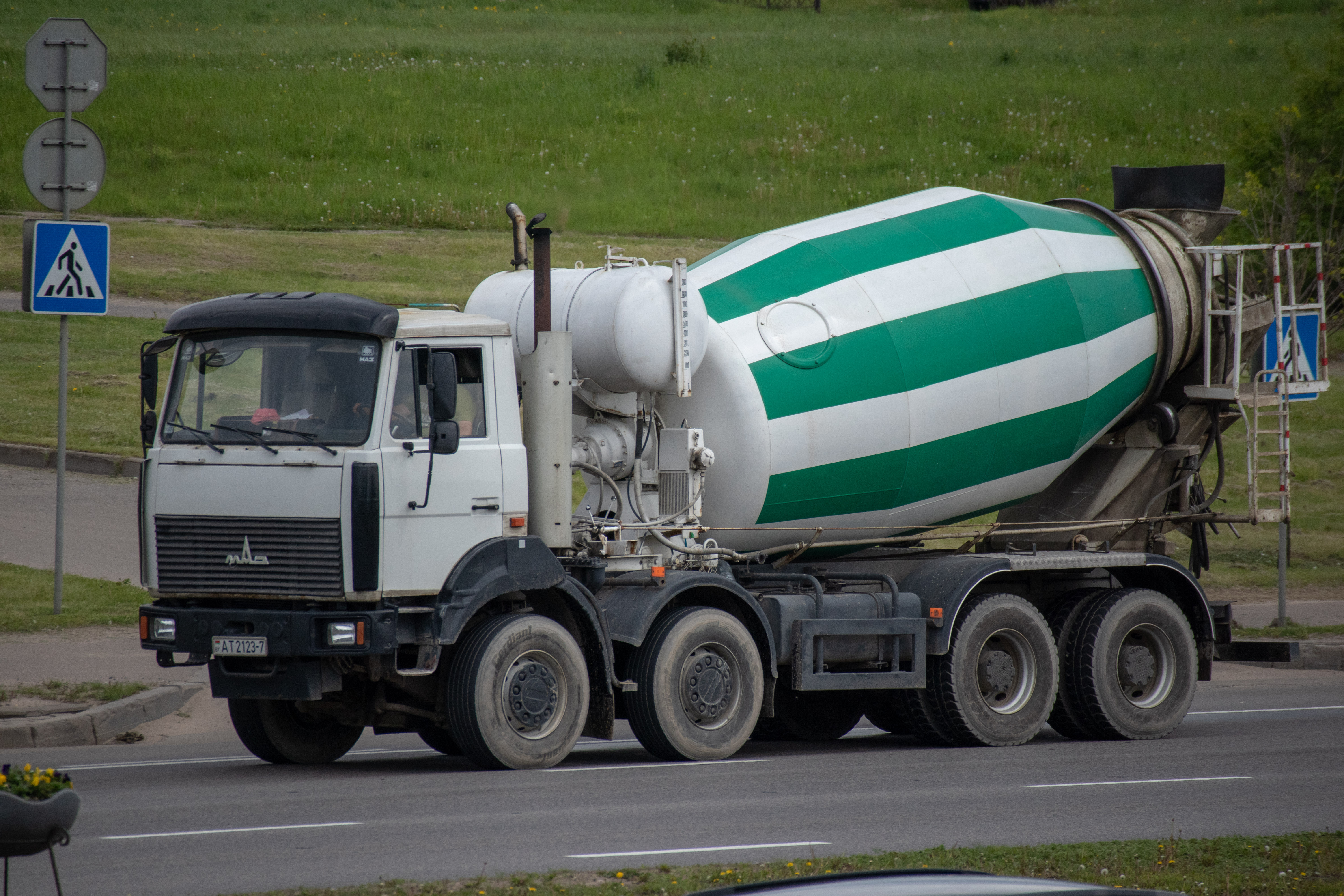
MAZ-6516コンクリートミキサー車

- MZKT-741351+999421+837211
- MZKT-600300
- MZKT-652513
- MZKT-700610 - コンクリートポンプ車

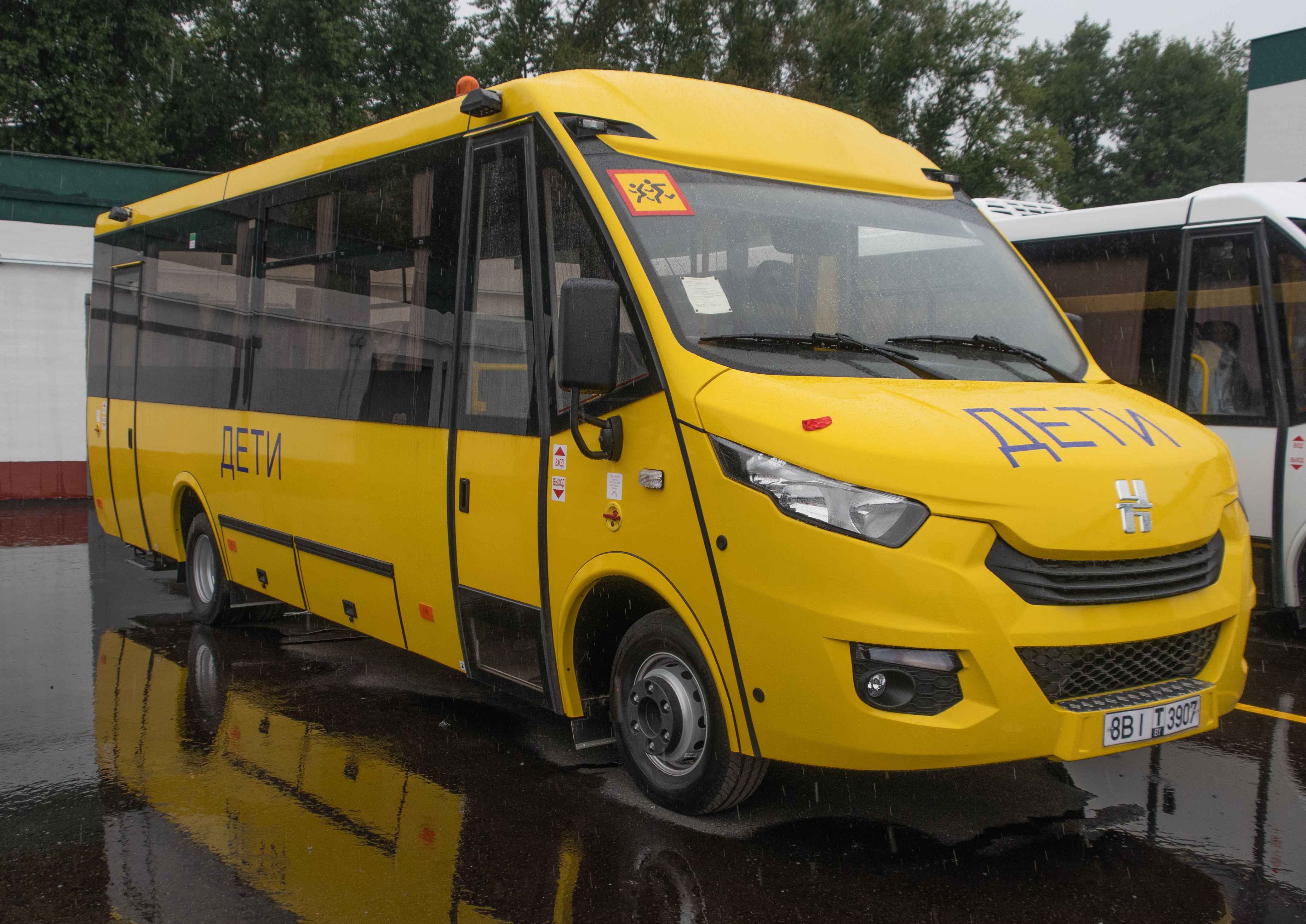
Neman-4202 スクールバス

- MZKT-700600
- MZKT-791300
- MZKT-730100
- MZKT-652712
- MZKT-790976
- MZKT-790960

バス
MZKTで製造されたバスは「NEMAN」ブランドとして販売が行われている。
- NEMAN 420238-511 "SCHOOL BUS"
- NEMAN 420211-511 "CITY BUS"
- NEMAN 420224-511-01 "SUBURBAN BUS"
- NEMAN 420224-511 "INTERCITY BUS"
- NEMAN 420234-511 "TOURIST"

## 画像

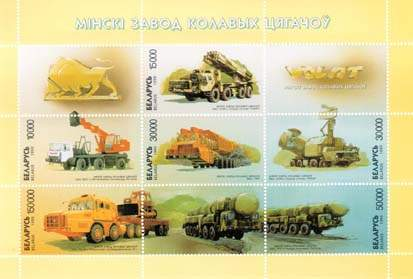
1999年、切手に採用されたボラット車両
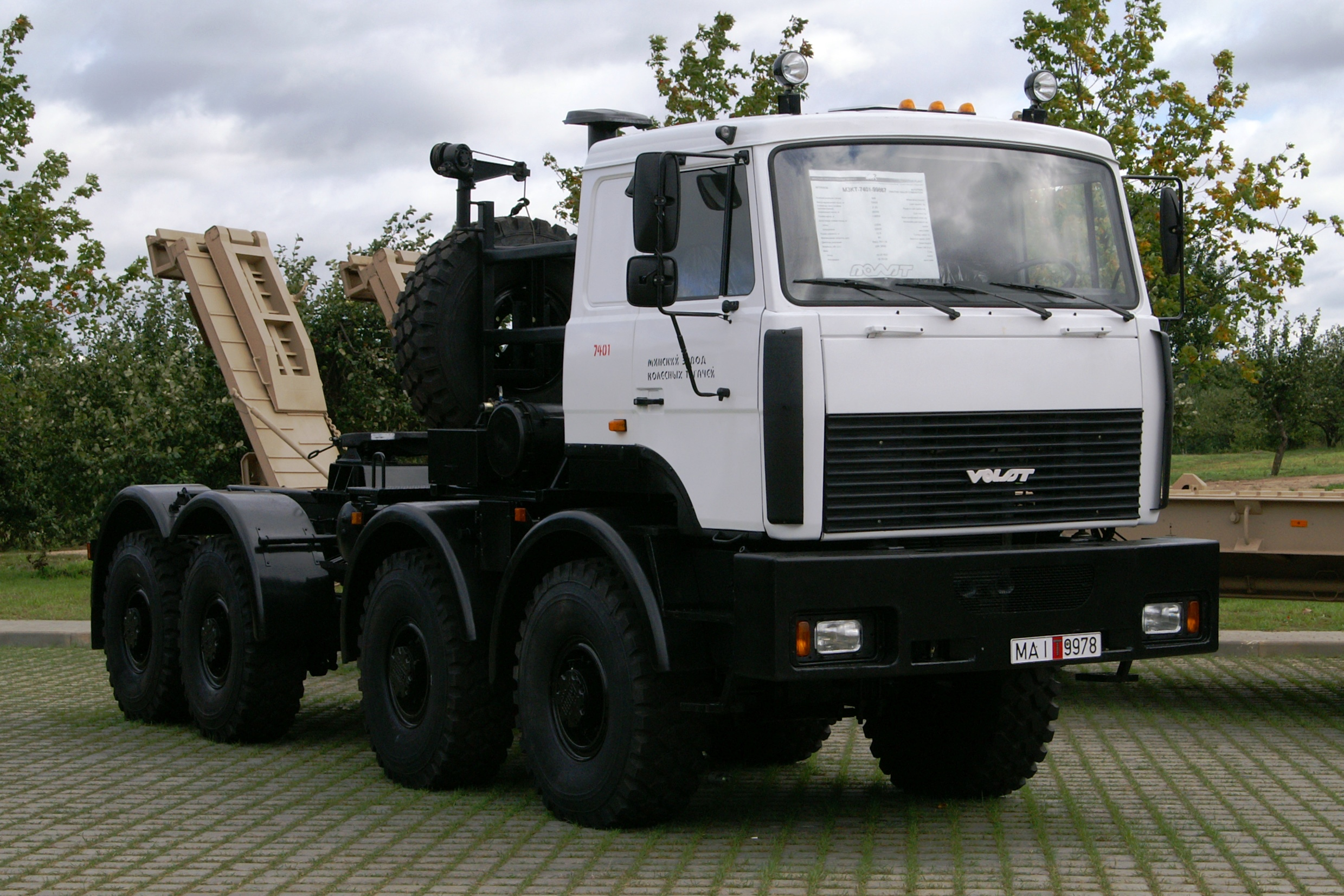
MZKT-7401
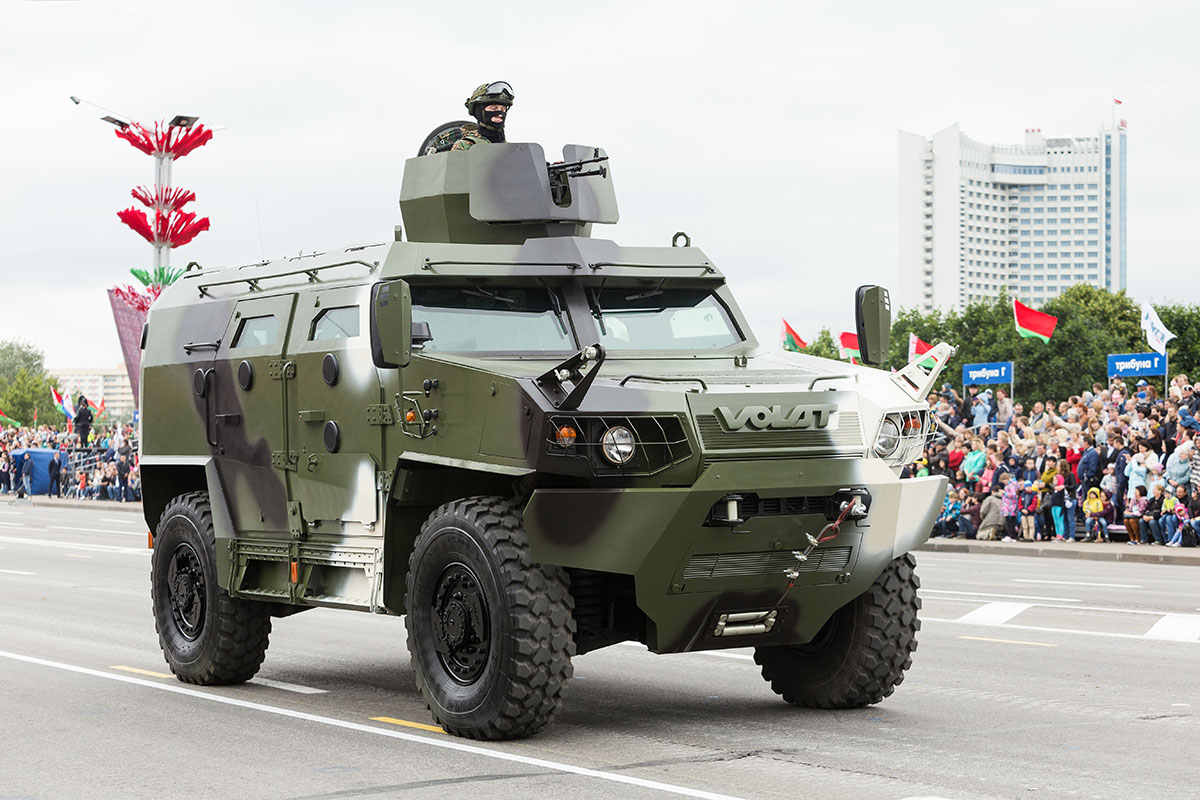
装輪装甲車 Volat V1
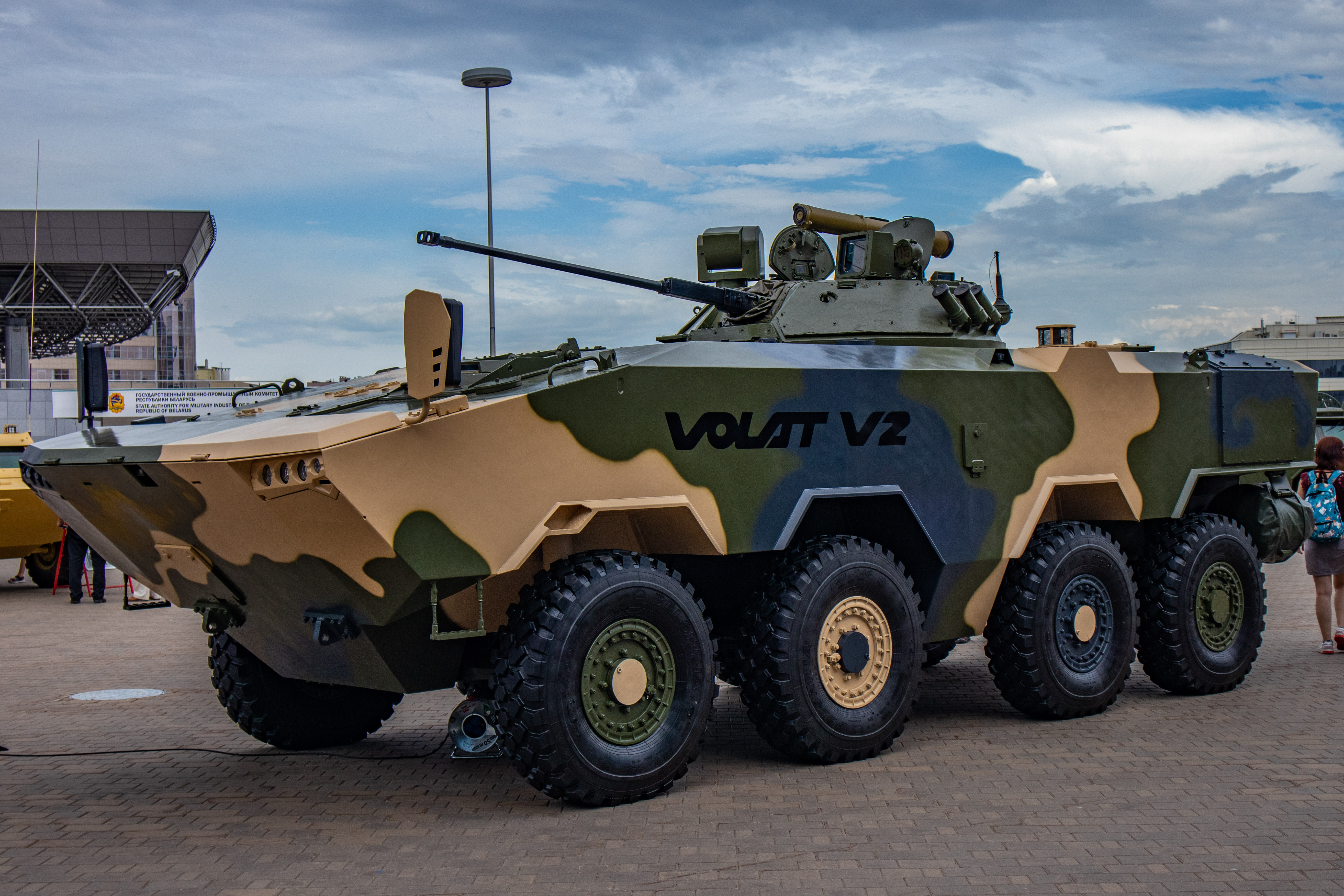
APC Volat V2
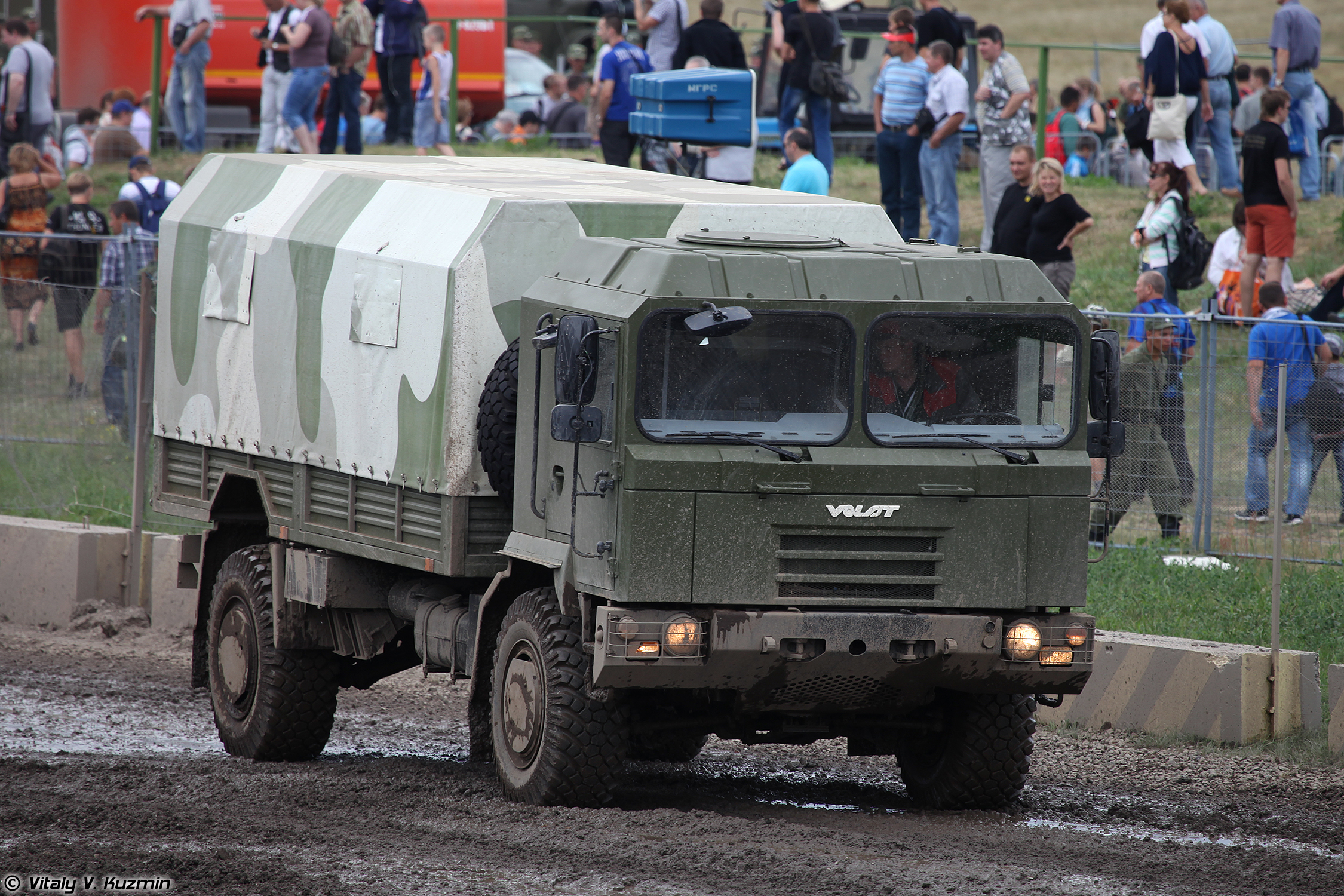
MZKT-5002
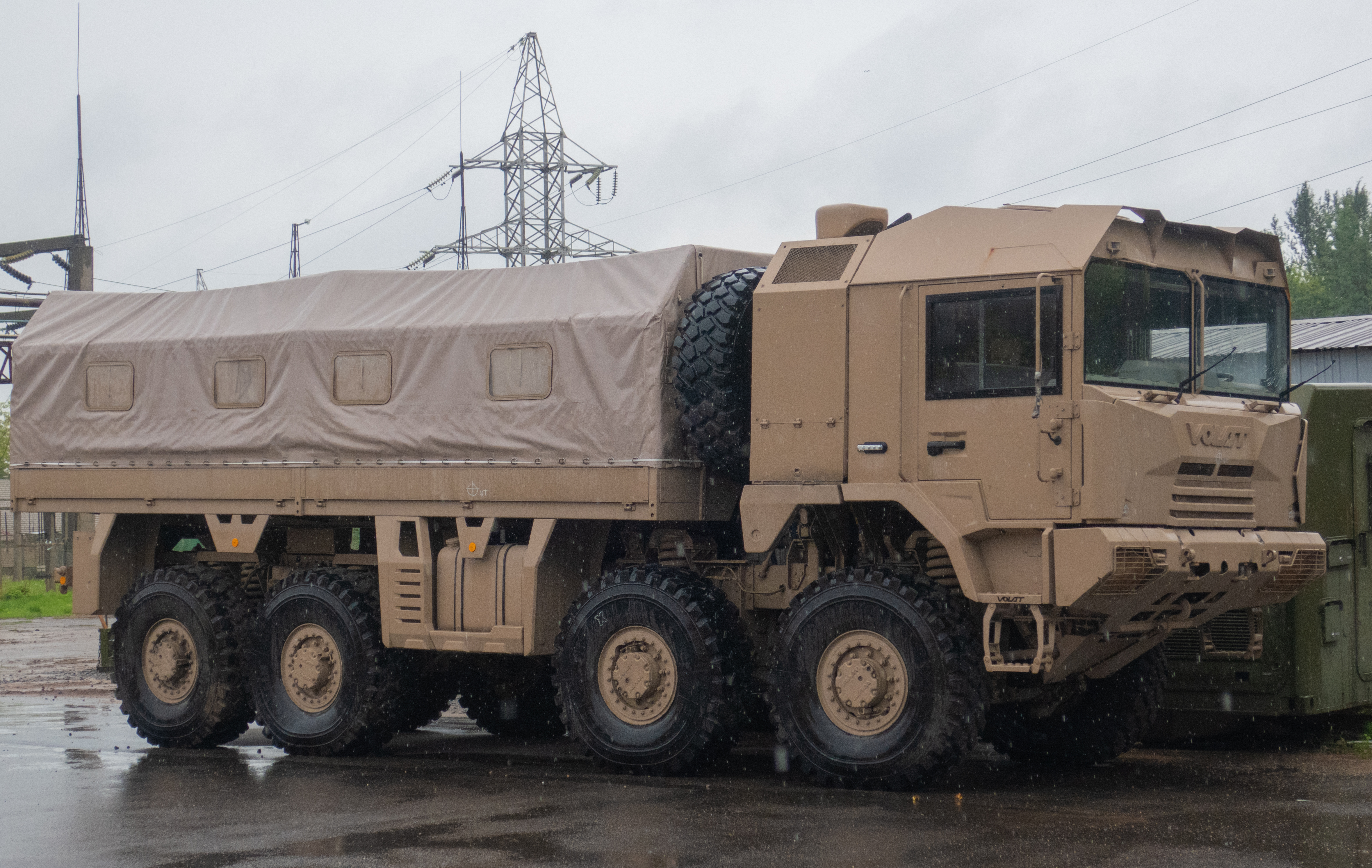
MZKT-600203
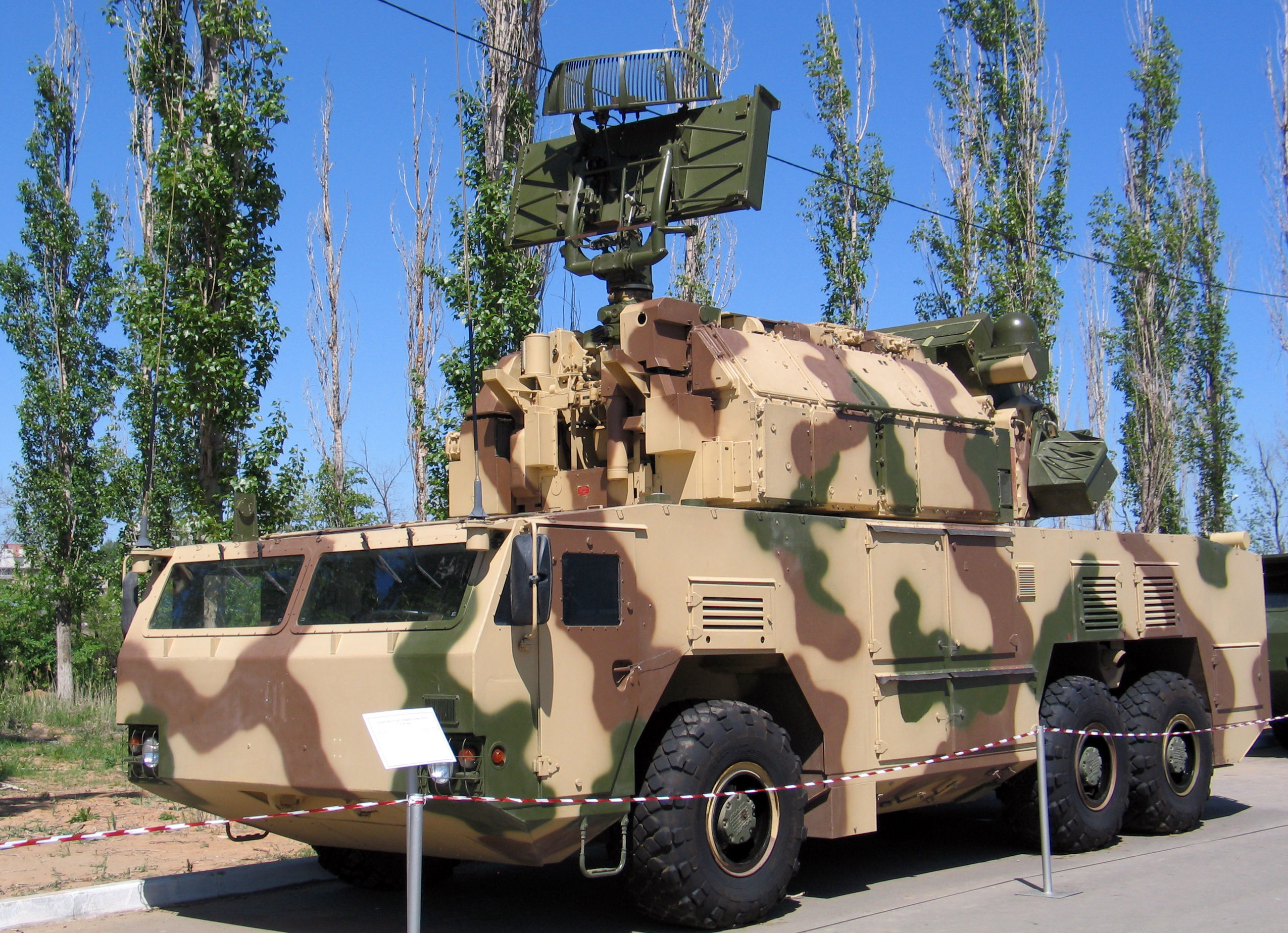
MZKT-6922
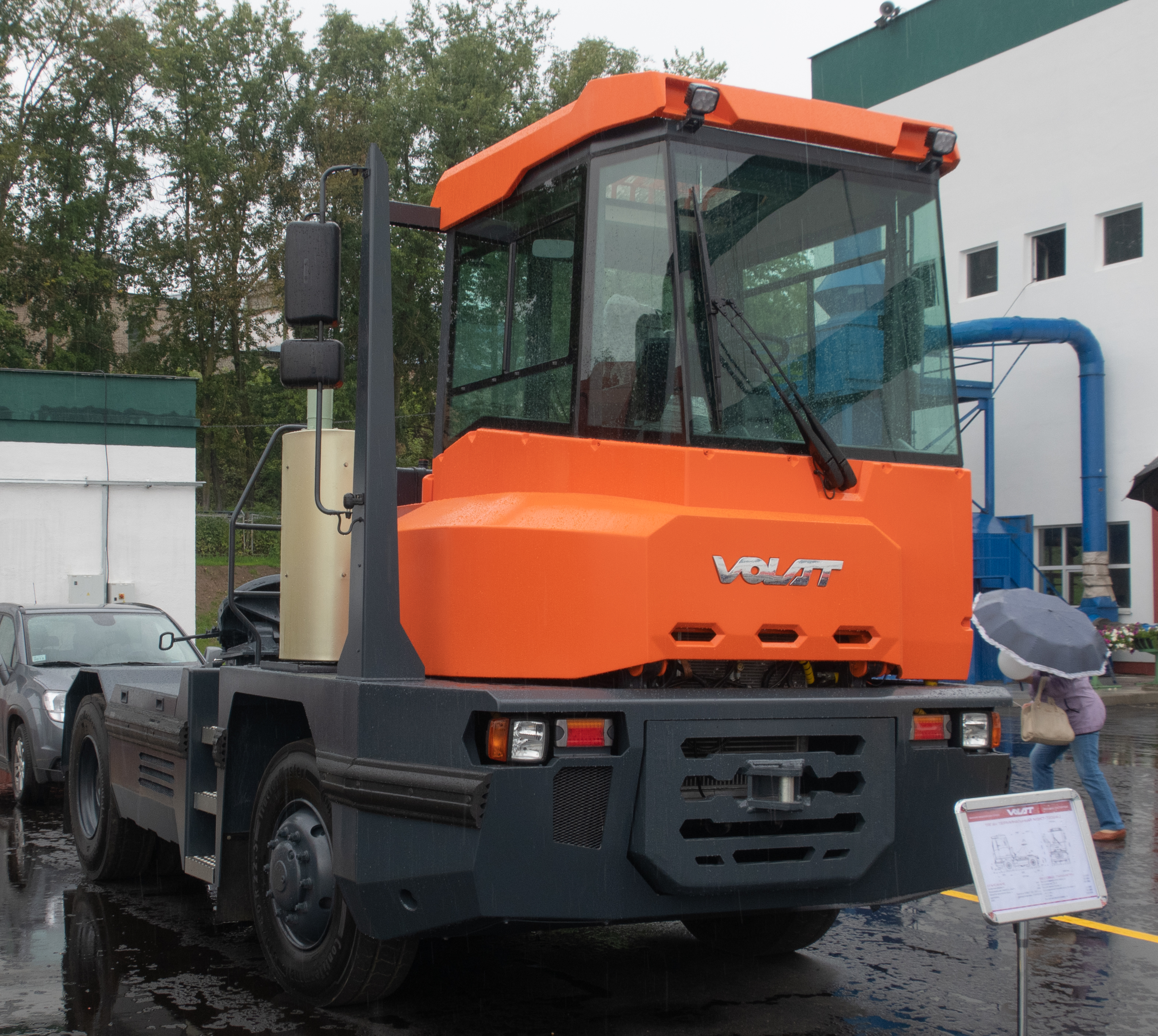
ターミナル・トラクター
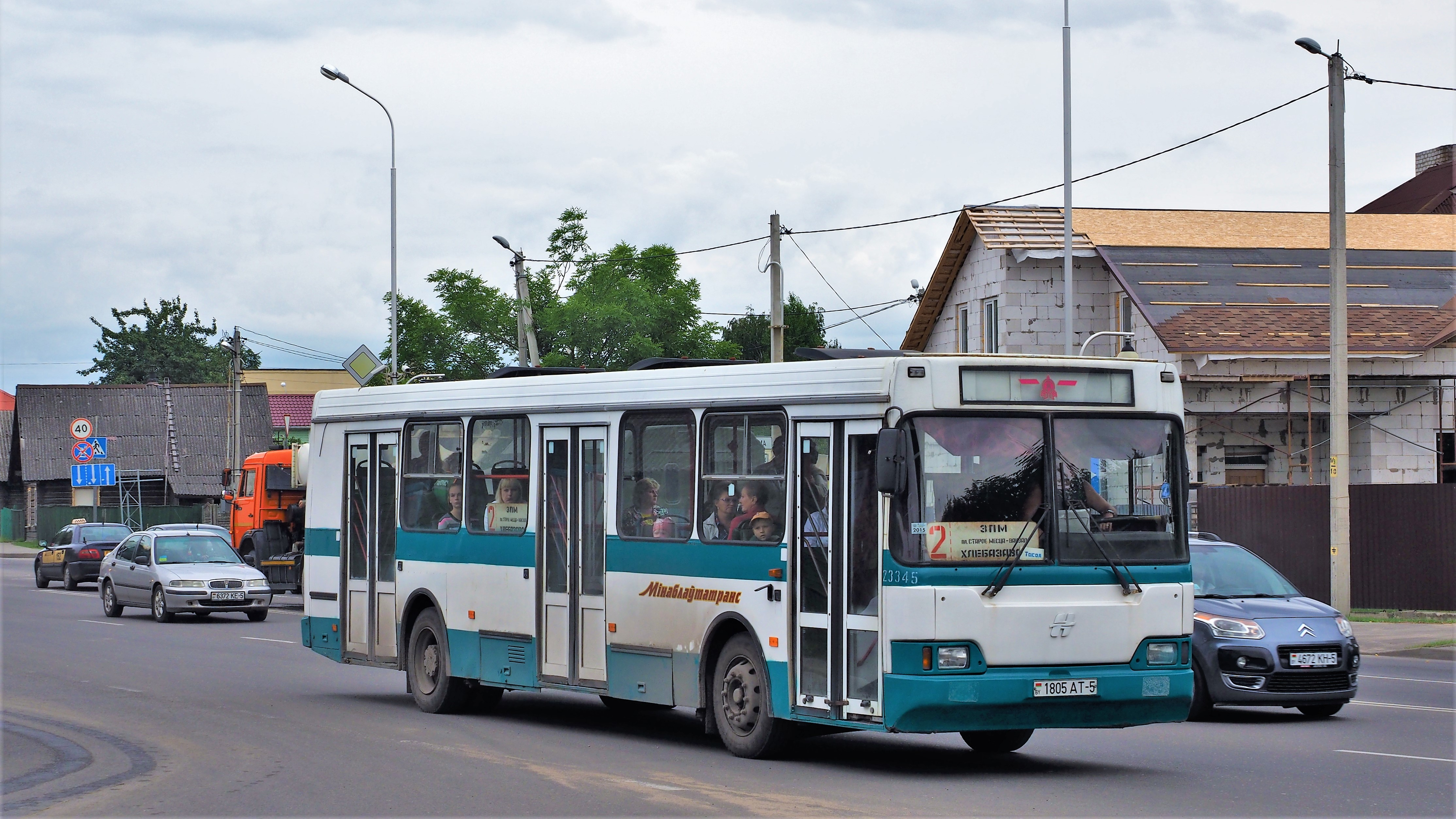
Neman-52012バス